# Zollikofen
Zollikofen är en ort och kommun i distriktet Bern-Mittelland i kantonen Bern, Schweiz. Kommunen har 11 477 invånare (2023).
Zollikofen är en förort till Bern och ligger cirka 5 km norr om Berns centrum. I Zollikofen finns barockslottet Reichenbach